# Bundestagswahlkreis Aalen – Heidenheim
Der Wahlkreis Aalen – Heidenheim (2005: Wahlkreis 271, 2009: Wahlkreis 270) ist seit 1965 ein Bundestagswahlkreis in Baden-Württemberg.

## Wahlkreis
Der Wahlkreis umfasst den Landkreis Heidenheim sowie die Gemeinden Aalen, Adelmannsfelden, Bopfingen, Ellenberg, Ellwangen (Jagst), Essingen, Hüttlingen, Jagstzell, Kirchheim am Ries, Lauchheim, Neresheim, Neuler, Oberkochen, Rainau, Riesbürg, Rosenberg, Stödtlen, Tannhausen, Unterschneidheim, Westhausen und Wört aus dem Ostalbkreis. Der Wahlkreis wurde bisher stets von den Direktkandidaten der CDU gewonnen.
Bei der Bundestagswahl im Jahr 2021 waren 220.686 Einwohner wahlberechtigt, bei der Wahl im Februar 2025 217.828.

## Wahlkreisgeschichte
Der Wahlkreis wurde zur Bundestagswahl 1965 neu eingerichtet. Zuvor gehörten die Gemeinden des Wahlkreises aus dem damaligen Landkreis Aalen zum Bundestagswahlkreis Aalen und die Gemeinden aus dem Landkreis Heidenheim zum Bundestagswahlkreis Ulm.
| Wahl      | Wahlkreisname          | Gebiet |
| --------- | ---------------------- | --- |
| 1965–1976 | 174 Aalen – Heidenheim | Landkreis Aalen, Landkreis Heidenheim |
| 1980–1998 | 174 Aalen – Heidenheim | vom Ostalbkreis die Gemeinden Aalen, Adelmannsfelden, Bopfingen, Ellenberg, Ellwangen (Jagst), Essingen, Hüttlingen, Jagstzell, Kirchheim am Ries, Lauchheim, Neresheim, Neuler, Oberkochen, Rainau, Riesbürg, Rosenberg, Stödtlen, Tannhausen, Unterschneidheim, Westhausen und Wört, Landkreis Heidenheim |
| 2002–2005 | 271 Aalen – Heidenheim | vom Ostalbkreis die Gemeinden Aalen, Adelmannsfelden, Bopfingen, Ellenberg, Ellwangen (Jagst), Essingen, Hüttlingen, Jagstzell, Kirchheim am Ries, Lauchheim, Neresheim, Neuler, Oberkochen, Rainau, Riesbürg, Rosenberg, Stödtlen, Tannhausen, Unterschneidheim, Westhausen und Wört, Landkreis Heidenheim |
| seit 2009 | 270 Aalen – Heidenheim | vom Ostalbkreis die Gemeinden Aalen, Adelmannsfelden, Bopfingen, Ellenberg, Ellwangen (Jagst), Essingen, Hüttlingen, Jagstzell, Kirchheim am Ries, Lauchheim, Neresheim, Neuler, Oberkochen, Rainau, Riesbürg, Rosenberg, Stödtlen, Tannhausen, Unterschneidheim, Westhausen und Wört, Landkreis Heidenheim |

## Wahlkreisabgeordnete
| Wahl | Abgeordneter | Abgeordneter         | Partei | Stimmen in % |
| ---- | ------------ | -------------------- | ------ | ------------ |
| 1965 |              | Manfred Abelein      | CDU    |              |
| 1969 |              | Manfred Abelein      | CDU    |              |
| 1972 |              | Manfred Abelein      | CDU    |              |
| 1976 |              | Manfred Abelein      | CDU    |              |
| 1980 |              | Manfred Abelein      | CDU    |              |
| 1983 |              | Manfred Abelein      | CDU    |              |
| 1987 |              | Manfred Abelein      | CDU    |              |
| 1990 |              | Georg Brunnhuber     | CDU    |              |
| 1994 |              | Georg Brunnhuber     | CDU    |              |
| 1998 |              | Georg Brunnhuber     | CDU    |              |
| 2002 |              | Georg Brunnhuber     | CDU    |              |
| 2005 |              | Georg Brunnhuber     | CDU    |              |
| 2009 |              | Roderich Kiesewetter | CDU    | 45,0         |
| 2013 | 57,6         | Roderich Kiesewetter | CDU    |              |
| 2017 | 46,4         | Roderich Kiesewetter | CDU    |              |
| 2021 | 37,0         | Roderich Kiesewetter | CDU    |              |
| 2025 | 41,4         | Roderich Kiesewetter | CDU    |              |

## Wahlergebnisse

### Bundestagswahl 2025
| Kandidaten                                            | Kandidaten                        | Parteien/Listen     | Erststimmen | Erststimmen | Zweitstimmen | Zweitstimmen |
| Kandidaten                                            | Kandidaten                        | Parteien/Listen     | Stimmen     | %           | Stimmen      | %            |
| ----------------------------------------------------- | --------------------------------- | ------------------- | ----------- | ----------- | ------------ | ------------ |
|                                                       | Roderich Kiesewettergewählt im WK | CDU                 | 74.007      | 41,4        | 62.269       | 34,7         |
|                                                       | Cornelia True                     | SPD                 | 25.137      | 14,1        | 25.288       | 14,1         |
|                                                       | Jeannette Behringer               | GRÜNE               | 14.872      | 8,3         | 16.827       | 9,4          |
|                                                       | Chris-Robert Berendt              | FDP                 | 6.425       | 3,6         | 8.745        | 4,9          |
|                                                       | Jürgen Müller                     | AfD                 | 41.336      | 23,1        | 41.365       | 23,0         |
|                                                       | Thomas Jensen                     | DIE LINKE           | 8.987       | 5,0         | 9.696        | 5,4          |
|                                                       | –                                 | dieBasis            | –           | –           | 581          | 0,3          |
|                                                       | Gabriele Regele                   | FREIE WÄHLER        | 4.984       | 2,8         | 2.930        | 1,6          |
|                                                       | –                                 | Tierschutzpartei    | –           | –           | 1.362        | 0,8          |
|                                                       | –                                 | Die PARTEI          | –           | –           | 701          | 0,4          |
|                                                       | Inkeri Klomsdorf                  | Volt                | 1.878       | 1,1         | 918          | 0,5          |
|                                                       | –                                 | ÖDP                 | –           | –           | 334          | 0,2          |
|                                                       | –                                 | Bündnis C           | –           | –           | 219          | 0,1          |
|                                                       | –                                 | MLPD                | –           | –           | 68           | 0,0          |
|                                                       | Petra Hackl                       | BÜNDNIS DEUTSCHLAND | 1.198       | 0,7         | 339          | 0,2          |
|                                                       | –                                 | BSW                 | –           | –           | 7.911        | 4,4          |
| Gesamt                                                | Gesamt                            | Gesamt              | 178.824     | 100         | 179.553      | 100          |
|                                                       |                                   |                     |             |             |              |              |
| Ungültige Stimmen                                     | Ungültige Stimmen                 | Ungültige Stimmen   | 1.738       | 1,0         | 1.009        | 0,6          |
| Wähler                                                | Wähler                            | Wähler              | 180.562     | 82,9        | 180.562      | 82,9         |
| Wahlberechtigte                                       | Wahlberechtigte                   | Wahlberechtigte     | 217.828     |             | 217.828      |              |
|                                                       |                                   |                     |             |             |              |              |
| Quellen: Die Bundeswahlleiterin, Kandidaten – Stimmen |                                   |                     |             |             |              |              |

### Bundestagswahl 2021
Zur Bundestagswahl 2021 am 26. September traten folgende Kandidaten an:
| Direktkandidat                   | Partei               | Erststimmen in % | Zweitstimmen in % |
| -------------------------------- | -------------------- | ---------------- | ----------------- |
| Roderich Kiesewetter             | CDU                  | 37,0             | 27,4              |
| Leni Breymaier                   | SPD                  | 21,9             | 23,6              |
| Margit Stumpp                    | GRÜNE                | 12,2             | 12,7              |
| Arian Kriesch                    | FDP                  | 9,4              | 14,7              |
| Jan-Hendrik Willi Matthias Czada | AfD                  | 10,2             | 10,7              |
| Tim Steckbauer                   | DIE LINKE            | 2,3              | 2,7               |
| —                                | Tierschutzpartei     | —                | 1,1               |
| Alexander Olaf Ortmann           | Die PARTEI           | 1,4              | 0,9               |
| Peter Reinhard Koptisch          | FREIE WÄHLER         | 2,7              | 2,2               |
| —                                | PIRATEN              | —                | 0,3               |
| —                                | ÖDP                  | —                | 0,3               |
| —                                | NPD                  | —                | 0,1               |
| —                                | DiB                  | —                | 0,1               |
| Roland Walter Maier              | MLPD                 | 0,1              | 0,1               |
| —                                | DKP                  | —                | 0,0               |
| Steffen Mark Weller              | dieBasis             | 2,5              | 2,0               |
| —                                | Bündnis C            | —                | 0,2               |
| —                                | BÜRGERBEWEGUNG       | —                | 0,1               |
| —                                | BÜNDNIS21            | —                | 0,0               |
| —                                | LKR                  | —                | 0,0               |
|                                  | Die Humanisten       | —                | 0,1               |
| —                                | Gesundheitsforschung | —                | 0,1               |
| —                                | Team Todenhöfer      | —                | 0,4               |
| Pia Sophie Großer                | Volt                 | 0,3              | 0,2               |

### Bundestagswahl 2017
Zur Bundestagswahl am 24. September 2017 kandidierten die folgenden Direktkandidaten:
| Direktkandidat       | Partei    | Erststimmen in % | Zweitstimmen in % |
| -------------------- | --------- | ---------------- | ----------------- |
| Roderich Kiesewetter | CDU       | 46,4             | 38,2              |
| Leni Breymaier       | SPD       | 21,0             | 18,6              |
| Margit Stumpp        | GRÜNE     | 9,6              | 11,0              |
| Silke Leber          | FDP       | 6,1              | 10,5              |
| Ruben Rupp           | AfD       | 11,0             | 12,3              |
| Saskia Jürgens       | Die Linke | 5,2              | 5,5               |
| Dominik Stürmer      | NPD       | 0,5              | 0,4               |
| Roland Maier         | MLPD      | 0,2              | 0,1               |

### Bundestagswahl 2013
Bei der Bundestagswahl am 22. September 2013 standen folgende Kandidaten zur Wahl:
| Direktkandidat       | Partei    | Erststimmen in % | Zweitstimmen in % |
| -------------------- | --------- | ---------------- | ----------------- |
| Roderich Kiesewetter | CDU       | 57,6             | 49,3              |
| Claudia Sünder       | SPD       | 24,6             | 22,3              |
| Wilfried Huber       | FDP       | 1,8              | 4,5               |
| Margit Stumpp        | GRÜNE     | 7,7              | 8,4               |
| Dieter Köhler        | DIE LINKE | 5,0              | 4,7               |
| Stefan Müller        | PIRATEN   | 3,1              | 1,9               |
| Johann Holzheu       | DKP       | 0,1              | keine Landesliste |
| —                    | AfD       | —                | 4,5               |

### Bundestagswahl 2009
Die Bundestagswahl 2009 hatte folgendes Ergebnis:
| Direktkandidat                | Partei                         | Erststimmen in % | Zweitstimmen in % | Bundestagswahl 2005 Zweitstimmen in % |
| ----------------------------- | ------------------------------ | ---------------- | ----------------- | ------------------------------------- |
| Roderich Kiesewetter          | CDU                            | 45,0             | 36,8              | 42,0                                  |
| Claudia Sünder                | SPD                            | 25,5             | 20,5              | 32,0                                  |
| Jürgen Rieg                   | FDP                            | 10,0             | 16,9              | 9,9                                   |
| Brian Krause                  | GRÜNE                          | 9,1              | 11,3              | 7,6                                   |
| Veronika Stossun              | DIE LINKE                      | 7,5              | 7,9               | 4,0                                   |
| Reinhild Ufermann-Schützinger | NPD                            | 1,9              | 1,2               | 1,0                                   |
| —                             | REP                            | —                | 1,4               | 1,7                                   |
| —                             | PBC                            | —                | 0,4               | 0,5                                   |
| —                             | MLPD                           | —                | 0,0               | 0,1                                   |
| —                             | BüSo                           | —                | 0,1               | 0,1                                   |
| —                             | Volksabstimmung                | —                | 0,3               | —                                     |
| —                             | ADM                            | —                | 0,0               | —                                     |
| —                             | DVU                            | —                | 0,1               | —                                     |
| —                             | DIE VIOLETTEN                  | —                | 0,2               | —                                     |
| —                             | Die Tierschutzpartei           | —                | 0,6               | —                                     |
| —                             | ödp                            | —                | 0,5               | —                                     |
| —                             | PIRATEN                        | —                | 1,8               | —                                     |
| Jürgen Nass                   | Einzelbewerber (Schnauze Voll) | 1,0              | —                 | —                                     |